# Solms (Hesja)
Solms – miasto w Niemczech, w kraju związkowym Hesja, w rejencji Gießen, w powiecie Lahn-Dill.

## Współpraca
Miejscowości partnerskie:
- La Grand-Combe, Francja
- Liezen, Austria
- Schmiedefeld am Rennsteig, Turyngia